# Адміралтейств-колегія (Росія)
Адміралтейств-колегія (рос. Адмиралтеств-коллегия) — колегія (міністерство) Російської імперії з військово-морських справ. Створена Петром І 12 грудня 1718 року. 
З часом її функції змінювалися: колегія керувала будівництвом та озброєнням військових кораблів, створенням портів, гаваней та каналів, підготовкою морських офіцерів і т. п 
Першим президентом Адміралтейств-колегії був Федір Апраксін. 
В 1802 році Адміралтейств-колегія увійшла до складу Морського міністерства. 
Поряд Адміралтейств-колегією в 1805-1827 роках існував Адміралтейський департамент з функціями головної канцелярії міністерства. 
В 1827 році Адміралтейств-колегія була перетворена в Адміралтейств-раду (рос. Адмиралтейств-совет) яка проіснувала до 1917 року.